# 福永一茂
福永 一茂（ふくなが かずしげ、1974年9月28日 - ）は、岩手めんこいテレビのアナウンサー兼報道記者で、ニッポン放送とフジテレビの元・アナウンサー。元プロ野球選手（投手）の福永栄助は実父に当たる。
ニッポン放送からフジテレビへの転籍（2006年4月1日）を経て、2017年7月3日付でアナウンス職から営業職へ異動。2022年7月1日付で岩手めんこいテレビへ出向したことを機に、アナウンサーとしての活動を5年振りに再開している。

## 来歴・人物
実父の栄助が西鉄ライオンズで現役を引退してから2年後に熊本県で出生すると、九州学院高等学校を経て早稲田大学政治経済学部政治学科に進学。大学では岩倉誠一ゼミナールに第28期生として所属するかたわら、学内のアナウンス研究会でも活動していた。アナウンサーを志したきっかけは、小学生時代に『ワールドプロレスリング』（テレビ朝日制作）を通じて古舘伊知郎の実況を聞いていたことで、中学校へ進学してからは逸見政孝のようなアナウンサーを目指していた。大学在学中の就職活動では、テレビ・ラジオを問わず、スポーツ中継を定期的に放送している局のアナウンサー試験を受けていたという。
1998年4月1日付でニッポン放送入社すると、スポーツ局所属のアナウンサーとして、プロ野球・サッカー・競馬などのスポーツ中継で実況やリポートを担当。2004年度には、「MLB情報キャスター」としてニューヨークへ駐在していた。その一方で、2001年度の下半期（NPBのナイターオフ期間）には、『タモリのヨッ!お疲れさん フライデースペシャル』でアシスタントを務めた。
逸見がかつて勤務していたフジテレビとニッポン放送の資本関係が、ライブドアからニッポン放送への敵対的買収事件（2005年）をきっかけに整理されたことに伴って、2006年4月1日付でニッポン放送からフジテレビへ転籍。転籍後も、スポーツアナウンサーとして活動していた。2016年夏に開催のリオデジャネイロオリンピックではテレビ中継の実況要員としてフジテレビから森昭一郎と共にジャパンコンソーシアムへ派遣されていたが、2017年7月3日付で営業局に異動した。
フジテレビの営業局では、アナウンサー時代の2008年・2010年に中継所の実況を任されていた出雲駅伝の全国ネット向けテレビ中継で、コーディネーターの役割（スポンサーとの折衝など）を担うこともあった。後にローカル営業部の副部長へ昇進したが、実際にはアナウンス職へのこだわりが強く、異動後も実況の練習を重ねながらアナウンサーへの復帰願を人事局へ出し続けていた。復帰願の提出に際して（地元局のテレビ熊本を含む）系列局への出向も希望の1つに挙げていたところ、齋藤秋水（異動当初の営業局長）が代表取締役社長を務める岩手めんこいテレビが、「アナウンサー」として福永を受け入れることを表明。フジテレビから岩手めんこいテレビへの出向（2022年7月1日）が決まったことを機に、家族と居住していた首都圏から「縁もゆかりもなかった」という岩手県内へ単身で赴任したうえで、アナウンサーとしての活動を再開した。
日本の地上波民放テレビ局が全国規模で編成するネットワークにおいて、福永のようにアナウンサーを経て他の部署へ異動していた基幹局（在京キー局）の社員が、同じネットワークに加盟する他局（系列局）の社員としてアナウンサーへ復帰することは、フジテレビ以外の系列を含めても「極めて異例」とされている。本人は岩手めんこいテレビへの出向後もスポーツ中継へ出演しているが、配属先は報道局で、ニッポン放送・フジテレビのアナウンサー時代に経験していなかった報道記者や音声スタッフを兼務している。

## 現在の担当番組
岩手めんこいテレビ
- スポーツ中継（高校野球・サッカー[7]・競馬）[3]
- 各種ニュース番組（「報道記者」として取材を担当）[1]

## 過去の担当番組
ニッポン放送
- ニッポン放送ショウアップナイター他スポーツ中継
- タモリのヨッ!お疲れさん フライデースペシャル
- Dimension0 PRESENTS 五味隆典 天下無双

フジテレビ
- FNNレインボー発
- BSフジNEWS
- FNN NEWS Pick Up
- ゲームセンターCX（#103 ゲーム「甲子園」の回で実況担当）
- アナ★バン!（不定期出演）
- ほこ×たて（競技実況）
- ミレニアムズ
- 戦闘中（2016年5月15日放送分）
- FNSの日（2016年の全国高校生スーパーダンク選手権大会・全試合総合実況）
- F1グランプリ
- みんなのKEIBA
- スポーツ中継（SWALLOWS BASEBALL L!VE、MLB、サッカー、格闘技、2016年リオデジャネイロオリンピック など）

岩手めんこいテレビ
- 監察医 朝顔 2022スペシャル (2022年9月26日放送分) - 海底調査会社の社員役
- サタデーファンキーズ (2022年12月3日放送分・2022年12月10日放送分) - 進行役[8]

## 競馬の重賞競走中継における実況歴
フジテレビ
- 皐月賞（2016年 - 2017年）[9]
- NHKマイルカップ（2009年、2012年 - 2015年）
- ヴィクトリアマイル（2008年、2010年 - 2011年）
- 安田記念（2012年 - 2017年）
- スプリンターズステークス（2011年 - 2013年）
- 朝日杯フューチュリティステークス（2008年 - 2010年）

岩手めんこいテレビ
- JBCスプリント（盛岡競馬場、2022年)